# Kościół św. Józefa Robotnika w Kłaju
Kościół św. Józefa Robotnika – rzymskokatolicki kościół parafialny, znajdujący się w miejscowości Kłaj, w powiecie wielickim województwa małopolskiego.
Od powstania w XIII wieku do roku 1350 Kłaj należał do parafii Narodzenia św. Jana Chrzciciela w Chełmie. Następnie zostaje przyłączony do parafii w  Niepołomicach. W latach 1912–1914 zbudowano w Kłaju niewielki drewniany kościółek św. Józefa Oblubieńca, służył on wiernym do 1967 roku, gdy został rozebrany.
Erygowano w miejscowości odrębną parafię w roku 1918.  W roku 1959 rozpoczęto budowę nowego kościoła. Z trzech projektów wybrano do realizacji projekt inż. architekta Antoniego Mazura. W 1960 roku kardynał Karol Wojtyła poświęcił kamień węgielny, a w 1967 roku poświęcił będący w stanie surowym kościół. Konsekrował świątynię w 2010 roku kardynał Stanisław Dziwisz.
Kościół jest jednonawowy. Znajduje się we wschodniej części miejscowości.

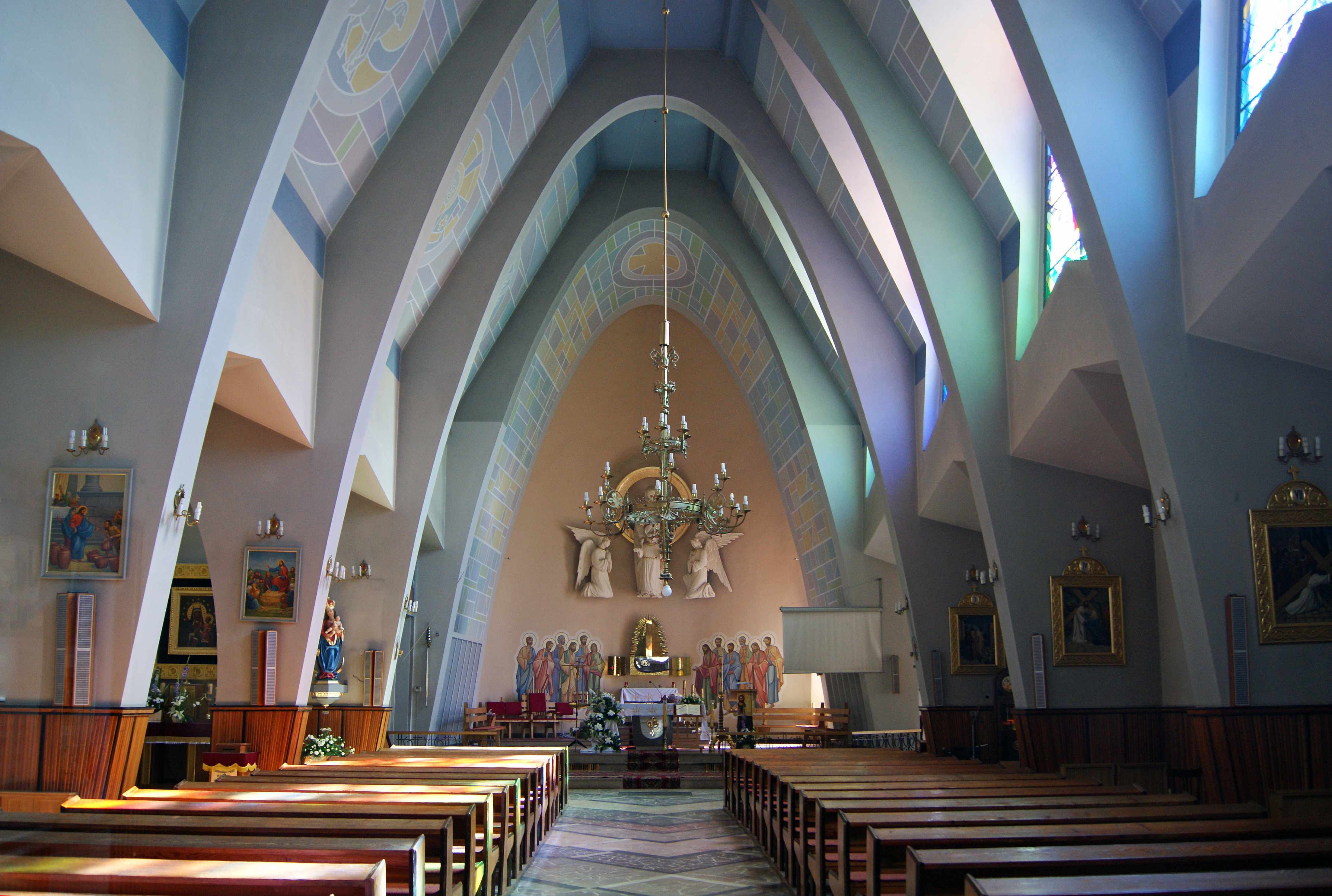
Wnętrze kościoła